# Sybra aequabilis
Sybra aequabilis là một loài bọ cánh cứng trong họ Cerambycidae.